# Epinecrophylla spodionota
Az Epinecrophylla spodionota a madarak osztályának verébalakúak (Passeriformes) rendjébe és a hangyászmadárfélék (Thamnophilidae) családjába tartozó faj.

## Rendszerezése
A fajt Philip Lutley Sclater és Osbert Salvin írta le 1880-ban, a Myrmotherula nembe Myrmotherula spodionota néven.

## Alfajai
- Epinecrophylla spodionota sororia (Berlepsch & Stolzmann, 1894)
- Epinecrophylla spodionota spodionota (P. L. Sclater & Salvin, 1880)[2]

## Előfordulása
Dél-Amerikában, az Andokban, Ecuador, Kolumbia és Peru területén honos. Természetes élőhelyei a szubtrópusi vagy trópusi síkvidéki és hegyi esőerdők. Állandó, nem vonuló faj.

## Megjelenése
Testhossza 11 centiméter.

## Életmódja
Rovarokkal és pókokkal táplálkozik.

## Természetvédelmi helyzete
Az elterjedési területe nagyon nagy, egyedszáma ugyan csökken, de még nem éri el a kritikus szintet. A Természetvédelmi Világszövetség Vörös listáján nem fenyegetett fajként szerepel.